# 沈國強
沈國強（Sham Kwok Keung，1985年9月10日—），生於香港，香港足球運動員，司職前鋒，現時效力香港甲組聯賽球隊永義地產。

## 球會生涯
沈國強在13歲時與哥哥沈國輝考入傳統勁旅愉園青年軍，17歲在該會出道，直到中五畢業後轉為全職球員，可是球市積弱，球會開始縮班費，球員年年減薪。
2003/04年球季，19歲的他當選香港足球明星選舉最佳青年球員，被視為本地球壇的未來希望。
不過愉園在2009年夏天將球隊外判，沈國強被迫離開母會轉投甲組升班馬沙田，不過傷患令他失去連續出場的機會，難維持狀態。直到沙田在2010年7月護級失敗後，沈國強意識到要為將來打算，與范俊業經運動員就業計劃介紹到體育設施工程公司工作，兼職教足球。
而沈國強就加盟公民，迎來其足球生涯的高峰，兼再與其兄沈國輝成為隊友。在接下來的數季，沈國強為球隊摘下高級組銀牌及賀歲盃冠軍，惟球隊在2014年7月決定不會參加來季的香港超級聯賽，所以沈國強連同其兄及隊友一同加盟太陽飛馬。
隨後，沈國強在2015年7月轉會傑志，並於10月21日以1–1賽和東方的菁英盃分組賽取得加盟後的首個入球。其後沈國強上陣機會不多，只是踢預備組保持狀態，讓其感到轉變的時機已到，終在2015/16球季轉任傑志青訓教練兼球員，協助球會培育下一代。
直至2017年7月他約滿離隊，並希望結束球員生涯另覓發展，最後他回歸成名地的甲組業餘球隊公民。

## 國際賽生涯
沈國強由香港U23開始已隨已故前香港代表隊教練黎新祥為香港南征北討，由於其擁有驚人速度，精於把握入球機會，而且控球能力佳，獲香港隊教練黎新祥賞識，於2003年東亞足球錦標賽獲提升為大港腳遠赴日本角逐東亞足球錦標賽決賽周，面對中日韓等勁旅，最終香港三戰三負排小組最尾。
隨後沈國強於2006年8月18日作客亞洲勁旅烏茲別克的亞洲盃外圍賽後備上陣30分鐘，即梅開二度協助香港以2–2逼和對手，賽後他聲名大噪，可謂一夜成名，而沈國強甚至珍藏一隻錄有比賽精華的光碟紀念球員生涯代表作。

## 榮譽
愉園
- 香港高級組銀牌冠軍（2003–04季度）
- 香港足總盃冠軍（2003–04季度）
- 香港甲組足球聯賽冠軍（2005–06季度）

公民
- 賀歲盃冠軍（2014）
- 香港高級組銀牌冠軍（2010–11季度）

傑志
- 香港聯賽盃冠軍（2015–16季度）
- 香港高級組銀牌冠軍（2016–17季度）
- 香港足總盃冠軍（2016–17季度）

個人
- 香港高級組銀牌賽事神射手（2003–04季度）
- 香港足球明星選舉最佳青年球員（2003–04季度）

## 外部連結
- 香港足球總會網頁球員註冊資料 （页面存档备份，存于）